# USS James K. Paulding (DD-238)
USS James K. Paulding (DD-238) là một tàu khu trục lớp Clemson được Hải quân Hoa Kỳ chế tạo vào cuối Chiến tranh Thế giới thứ nhất, ngừng hoạt động năm 1931 và bị tháo dỡ năm 1936. Nó là chiếc tàu chiến duy nhất của Hải quân Hoa Kỳ được đặt tên theo Bộ trưởng Hải quân James Kirke Paulding (1778-1860).

## Thiết kế và chế tạo
James K. Paulding được đặt lườn vào ngày 31 tháng 7 năm 1918 tại xưởng tàu của hãng New York Shipbuilding Corporation. Nó được hạ thủy vào ngày 20 tháng 4 năm 1920, được đỡ đầu bởi cô Mary Hubbard Paulding, chắt của Bộ trưởng Paulding; và được đưa ra hoạt động vào ngày 29 tháng 11 năm 1920 dưới quyền chỉ huy của Hạm trưởng, Đại úy Hải quân H. W. Jackson.

## Lịch sử hoạt động
Sau khi hoàn tất việc chạy thử máy, James K. Paulding được phân về Hạm đội Đại Tây Dương, và đã tiến hành các cuộc thực tập chiến thuật cùng hải đội khu trục dọc bờ biển phía Đông. Nó đi đến Newport, Rhode Island vào ngày 31 tháng 5 năm 1921 cho cuộc cơ động mùa Hè và huấn luyện quân nhân dự bị. Cuối năm đó, nó đi đến Charleston, South Carolina, để tập trận hải đội, và tiếp tục các hoạt động này cho đến mùa Đông năm 1922.
James K. Paulding gia nhập Hạm đội Tuần tiễu vào tháng 1 năm 1923, và trong suốt năm đó đã tham gia các cuộc tập trận chiến thuật để duy trì trạng thái sẵn sàng chiến đấu của hạm đội ở mức cao nhất. Nó tiếp tục các hoạt động này cùng với việc huấn luyện quân nhân dự bị cho đến khi nó lên đường đi San Diego, California vào tháng 2 năm 1925 để tập trận hạm đội tại Thái Bình Dương. Sau khi quay trở về Newport vào ngày 31 tháng 8, nó tiếp nối các nhiệm vụ cùng Hạm đội Tuần tiễu. Đang khi tham gia các cuộc thực hành tác xạ tại vùng biển Caribe vào tháng 11 năm 1926, nó được phái đến Nicaragua để bảo vệ quyền lợi của Hoa Kỳ trong lúc diễn ra các xáo trộn chính trị tại nước này. Trong tháng 3 và tháng 4 năm 1927, nó tiếp tục ở lại ngoài khơi Nicaragoa để ngăn chặn việc buôn lậu vũ khí.
Trong suốt thời gian còn lại của quãng đời hoạt động, James K. Paulding tiếp tục phục vụ trong việc huấn luyện quân nhân dự bị và thực tập chiến thuật tại Đại Tây Dương và vùng biển Caribe, tham gia các hoạt động gìn giữ hòa bình và tập trận Vấn đề Hạm đội để duy trì sức mạnh trên biển của Hoa Kỳ. Nó đi đến Xưởng hải quân Philadelphia vào ngày 31 tháng 10 năm 1930, và được cho ngừng hoạt động tại đây vào ngày 10 tháng 2 năm 1931. Nó được cho vào danh sách loại bỏ vào ngày 28 tháng 12 năm 1936 nhằm tuân thủ những điều khoản hạn chế vũ trang của HIệp ước Hải quân London, bị tháo dỡ, và tên nó được cho rút khỏi danh sách Đăng bạ Hải quân vào ngày 25 tháng 1 năm 1937.